# Justitsministre fra Færøerne
Justisministeren (færøsk: landsstýrismaðurin í løgmálum) har været en ministerpost i Færøernes regering flere gange siden 1959. Fra 1994 til 1998 var ansvarsområdet delt således at rets- og politisager var hos en minister, mens lovsager tilfaldt lagmanden. Selvstyre- og justitsministeriet fra 1998 til 2004 må betragtes som et rent justitsministerium med tanke på dettes opgaver, men blev først benævnt ved dette i navn fra februar til september 2008. Siden 26. september 2008 er justitssager underlagt indenrigsministeren.
| Periode   | Navn                  | Parti               | Ministerium                                                                                 |
| --------- | --------------------- | ------------------- | ------------------------------------------------------------------------------------------- |
| 1959–1963 | Hákun Djurhuus        | Fólkaflokkurin      | Skatte-, fiskeri- og justitsministeriet                                                     |
| 1963–1967 | Erlendur Patursson    | Tjóðveldisflokkurin | Finans-, fiskeri- og justitsministeriet                                                     |
| 1970–1975 | Eli Nolsøe            | Sambandsflokkurin   | Fiskeri-, handels- og justitsministeriet                                                    |
| 1975–1979 | Jacob Lindenskov      | Javnaðarflokkurin   | Sundheds-, social-, industri- og justitsministeriet                                         |
| 1979–1981 | Vilhelm Johannesen    | Javnaðarflokkurin   | Sundheds-, social-, industri- og justitsministeriet                                         |
| 1981–1985 | Páll Vang             | Fólkaflokkurin      | Landbrugs-, sundheds-, samfærdsels- og justitsministeriet                                   |
| 1985–1988 | Vilhelm Johannesen    | Javnaðarflokkurin   | Industri- og justitsministeriet                                                             |
| 1991–1993 | Marita Petersen       | Javnaðarflokkurin   | Kultur-, skole- og justitsministeriet                                                       |
| 1994–1995 | Óli Jacobsen          | Verkamannafylkingin | Industri-, handels-, erhvervs-, arbejds-, landbrugs-, trygheds-, rets- og politiministeriet |
| 1995–1996 | Axel H. Nolsøe        | Verkamannafylkingin | Social-, sundheds-, arbejds-, trygheds-, rets- og politiministeriet                         |
| 1996–1998 | Kristian Magnussen    | Verkamannafylkingin | Social-, sundheds-, arbejds-, trygheds-, rets- og politiministeriet                         |
| 1998      | Óli Jacobsen          | Verkamannafylkingin | Social-, sundhed-, arbejds-, trygheds-, rets- og politiministeriet                          |
| 1998–2004 | Høgni Hoydal          | Tjóðveldisflokkurin | Selvstyre- og justitsministeriet                                                            |
| 2008      | Helena Dam á Neystabø | Javnaðarflokkurin   | Justitsministeriet                                                                          |